# منتخب النيجر تحت 20 سنة لكرة القدم
منتخب النيجر تحت 20 سنة لكرة القدم (بالفرنسية: Équipe du Niger des moins de 20 ans de football)‏ هو ممثل النيجر الرسمي في المنافسات القارية و الدولية في كرة القدم في فئة كرة قدم تحت 20 سنة للرجال.